# Чёрный скорпион
Чёрный скорпион (лат. Orthochirus scrobiculosus) — вид скорпионов из семейства Buthidae.

## Название
Название вида — scrobiculosus указывает на богатую скульптуру метасомы, образованную большей частью мелкими ямками (лат. scrobicula — «ямка»).

## История изучения
Вид был описан в 1837 году Адольфом Эдуардом Грубе и изначально помещён им в род Androctonus. Позже, Алексей Бялыницкий-Бируля, переместил таксон в род Butheolus, а затем в род Orthochirus.

## Биологическое описание
Небольшой скорпион, с длиной тела до 50 мм. Основная окраска чёрно-бурая или чёрная, обычно с более светлыми конечностями, светло-коричневыми, желтовато-серыми или жёлтыми. Характерной особенностью этого вида (как и всего рода в целом) является непропорционально массивная метасома, которую скорпионы имеют обыкновение носить почти всегда направленной вперёд, над телом; сама же метасома имеет вздутые сегменты с богато скульптурированной поверхностью и по ширине почти равна мезосоме. Тельсон красно-коричневый, относительно небольшой. Клешни педипальп миниатюрные, очень тонкие, пинцетообразные. Подвижные их пальцы несут 9 или 10 рядов гранул с 2—5 дистальными гранулами.
Количество зубцов на гребневидных органах (пектинах) составляет 15—18 у самок и 19—20 у самцов.

## Ареал и среда обитания
Распространён в глинистых и реже песчаных пустынях. Активен в ночное время, днём прячась под камнями или норках. Встречается в Казахстане, Туркменистане, Узбекистане, Таджикистане, Кыргызстане, Иране, Израиле и Афганистане. Сообщения о находках из Сицилии, Египта, Джибути, Сомали и Индии — ошибочны.

## Опасность для человека
Может заползать в человеческие жилища. Имеет достаточно сильный яд, по сравнению с другими видами бывшего СССР (не считая, конечно, Androctonus crassicauda). При укусе, пострадавший чувствует нестерпимую боль, которая постепенно сходит на нет. На поражённом участке обычно появляется опухоль, место укуса немеет, что продолжается часто не более двух — трёх суток.